# Aeroporto di Sciacca

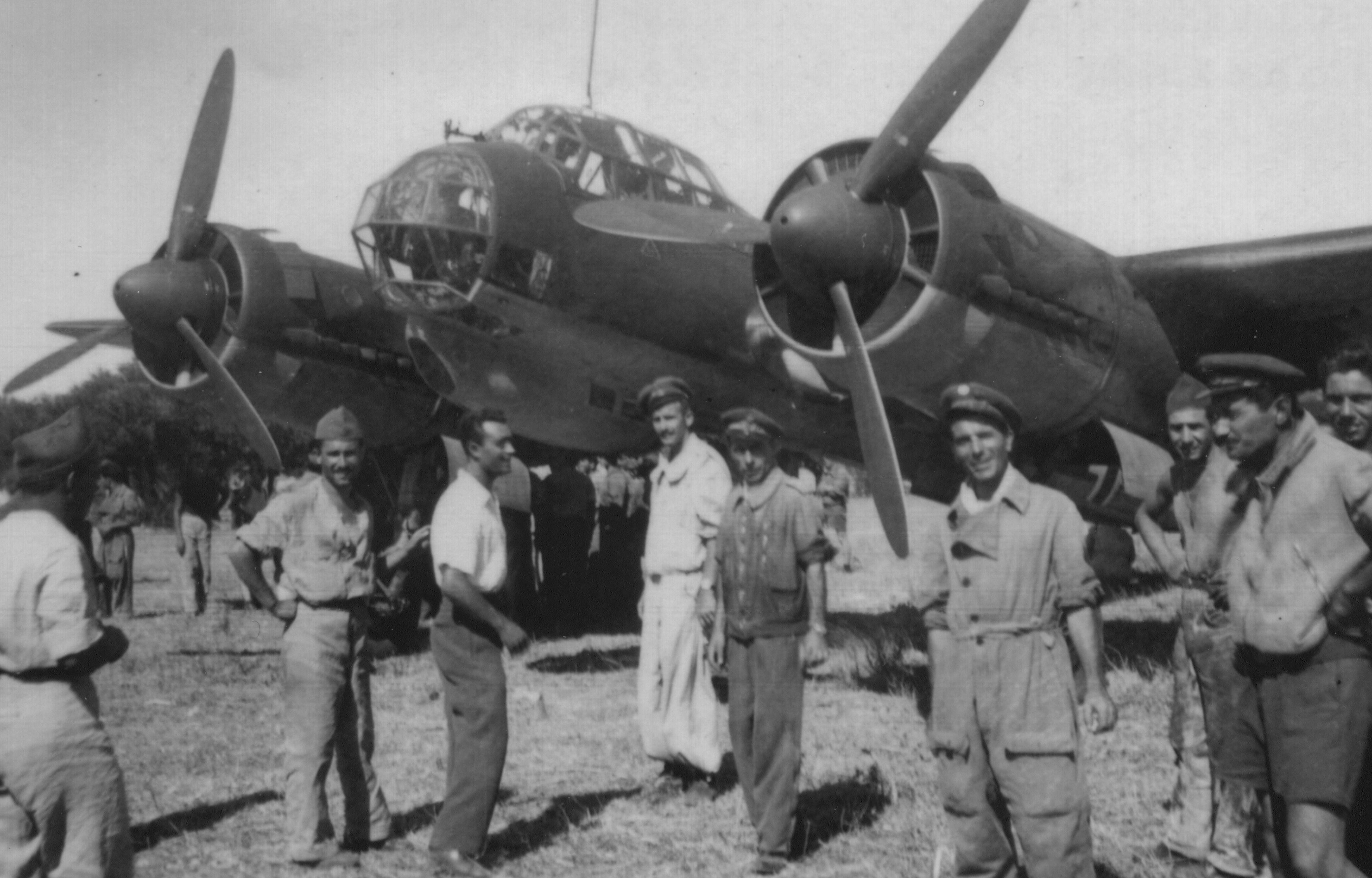
Piloti base aerea di Sciacca davanti a un Ju 88

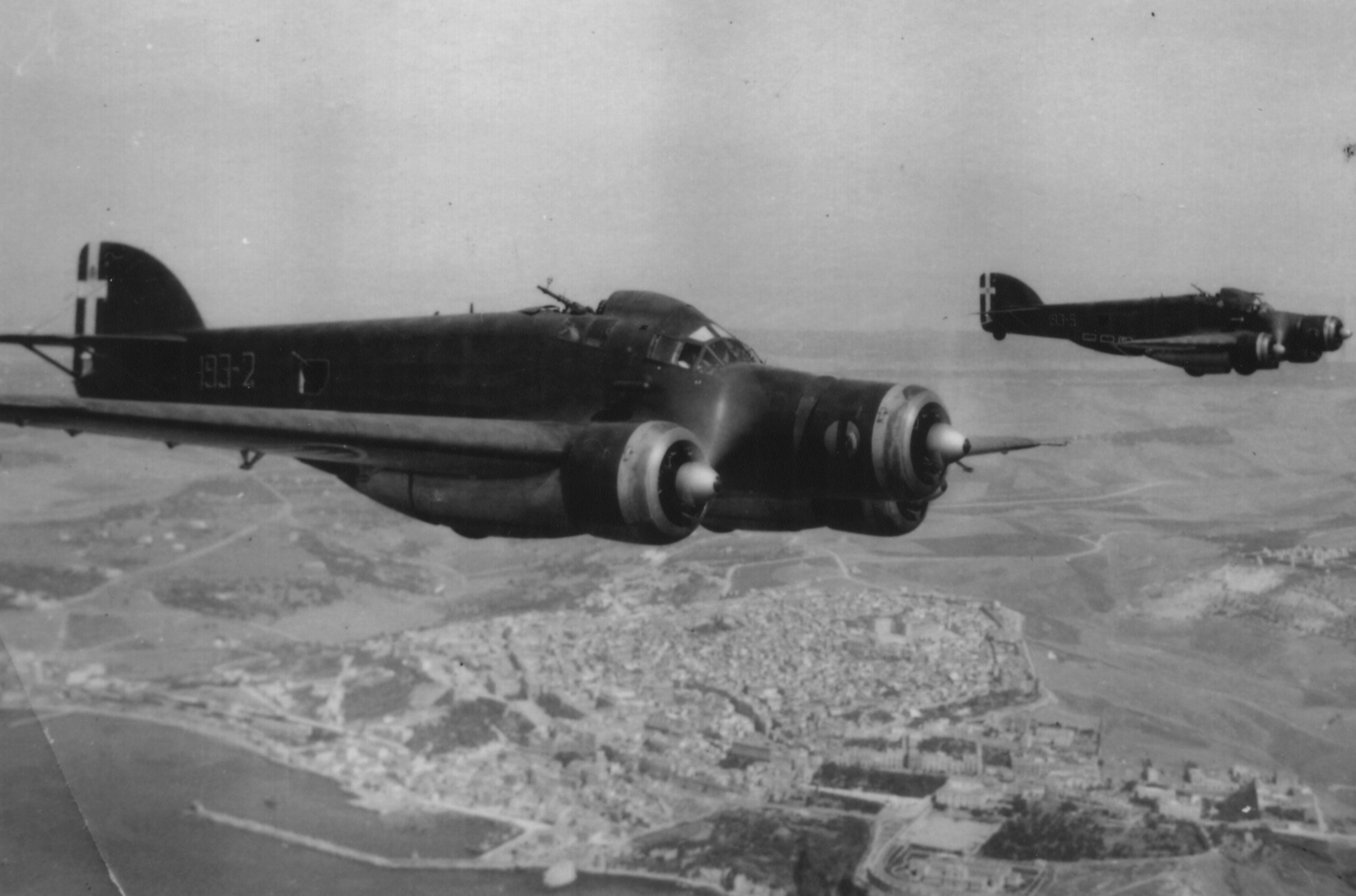
Savoia-Marchetti S.M.79 nel cielo di Sciacca

La Base aerea di Sciacca fu un aeroporto militare della Regia Aeronautica durante la Seconda guerra mondiale. Si trovava a 5 km a nord di Sciacca, in provincia di Agrigento, nella Piana di Misilifurne.

## Storia
I lavori di costruzione del "Regio Aeroporto di Sciacca" iniziarono nel 1938 quando il Ministero dell'aeronautica scelse un’area pianeggiante, collocata in contrada Piana Scunchipani.
La base fu inaugurata il 22 luglio 1938.
La Base aerea di Sciacca nacque a seguito di un pretesto dello Stato italiano nel 1939 per la realizzazione di un Progetto agricolo nell'ambito della protocoltura della zona, indennizzando i proprietari del terreno.
Nel 1940 tutta la zona pianeggiante fu coltivata ad ulivi ed uliveti lungo tutto il perimetro della futura base militare.
Allo scoppio della seconda guerra mondiale (10 giugno 1940 quando era sede del 30º Stormo Bombardamento Terrestre della 2ª Squadra aerea con 27 S.M.79), nelle zone pianeggianti coltivate a prato furono costruite ulteriori piste, mantenendo intatta tutte la coltivazioni degli uliveti ed i pascoli circostanti, mimetizzando e proteggendo gli aerei nei parcheggi. Diverse abitazioni delle contrade circostanti vennero requisite, prima, dal Comando Italiano e successivamente, nel 1941, dal comando Tedesco, per i servizi aeroportuali.
Gli avieri e sottufficiali risiedevano in capannoni costruiti all'ombra degli ulivi, perfettamente mimetizzati. Ed alcuni altri Ufficiali risiedevano anche nella città di Sciacca.
In diverse aree furono costruite delle mura antischegge, in protezione dai proiettili.
La base rimase nascosta e mimetizzata per 3 anni, dal 1940 al 1943, tanto da essere menzionata come Aeroporto fantasma, sfuggendo alle incursioni aeree dei nemici che sorvolavano altri aeroporti della Sicilia, facilmente individuabili. Diversi i compiti affidati ai mezzi della base, tra i quali:
- Ricognizione marina anti som
- Caccia scorta ai convogli navali ed aerei
- Trasporto truppe e materiale (Africa settentrionale)
- Bombardamento terrestre su Malta
- Bombardamento anti nave
- Caccia notturna

La posizione strategica della Base militare di Sciacca, al centro del Mediterraneo, ne fece un punto di riferimento delle forze aeree impegnate in missioni in Nordafrica, tra i quali i bombardamenti su Malta.
Il 13 giugno 1940 la 193ª Squadriglia dell'87º Gruppo e la 194ª e la 195ª Squadriglia del 90º Gruppo del 30º Stormo partono con 5 velivoli ognuna ed incontrando in volo il 36º Stormo con il quale vanno su Pantelleria per mettersi insieme ai caccia di scorta. Dopo il congiungimento, da qui arrivano all'obbiettivo dell'aeroporto di El-Aouina (Aeroporto di Tunisi-Cartagine), sganciando dalla quota di 4.000 m 120 bombe da 50 kg e 40 da 100 kg sulle costruzioni dell'aeroporto ed il campo di volo.
Il 16 giugno successivo il cap. Valerio Scarabellotto (comandante della 192ª Squadriglia dell'87º Gruppo) lancia 12 bombe da 50 kg sui manufatti dell'aeroporto di El-Aouina che vengono colpiti.
Il 30 giugno 1940 aerei del 90º Gruppo partono per Malta con le sue Squadriglie, la 194ª la 195ª, con 4 velivoli ognuna, effettuando un'azione di bombardamento; la 194ª indirizza il proprio carico esplosivo tra le navi del porto di La Valletta e sull'aeroporto di Mqabba e la 195ª avendo come obbiettivo i campi di Magħtab, Ta Venezia Ħal Far. Le Squadriglie completano svolgono poi una ricognizione a vista fotografica delle zone sorvolate. Gli obbiettivi vengono colpiti e vengono sganciate 32 bombe da 100 kg, 16 da 50 kg e 144 da 15 kg.
Dal 15 aprile 1942 arriva il 10º Gruppo fino al 15 maggio.
Il 24 giugno 1942 Benito Mussolini venne appositamente a Sciacca per decorare gli equipaggi del 102º Gruppo con 9 medaglie d'argento, 5 di bronzo e 17 croci al merito. La sera stessa della premiazione gli equipaggi erano di nuovo in volo per altri attacchi delle postazioni inglesi a Malta.
Nel 1943 le operazioni aeroportuali si intensificarono controllando la zona del Canale di Sicilia divenuta precaria, a protezione dei trasporti e trasferimenti Nordafrica-Sicilia. In quei mesi l’aeroporto subì massicci bombardamenti che causarono moltissimi decessi sia tra i militari, sia tra la popolazione civile.
Con lo sbarco in Sicilia del luglio 1943 fu occupato dagli alleati.

## I mezzi utilizzati
Lo Stormo era costituito da tre gruppi di aerei:
- Caccia
  - Fiat C.R.42
  - Macchi M.C.200
  - Macchi M.C.202
  - Reggiane Re.2000
  - Reggiane Re.2001
  - Messerschmitt Bf 109
  - Junkers Ju 87B 1
- Bombardieri
  - Savoia-Marchetti S.M.79
  - Savoia-Marchetti S.M.81
  - CANT Z.1007
- Trasporti
  - Fiat G.12
  - Savoia-Marchetti S.M.79
  - Savoia-Marchetti S.M.81
  - Savoia-Marchetti S.M.82

## Galleria d'immagini

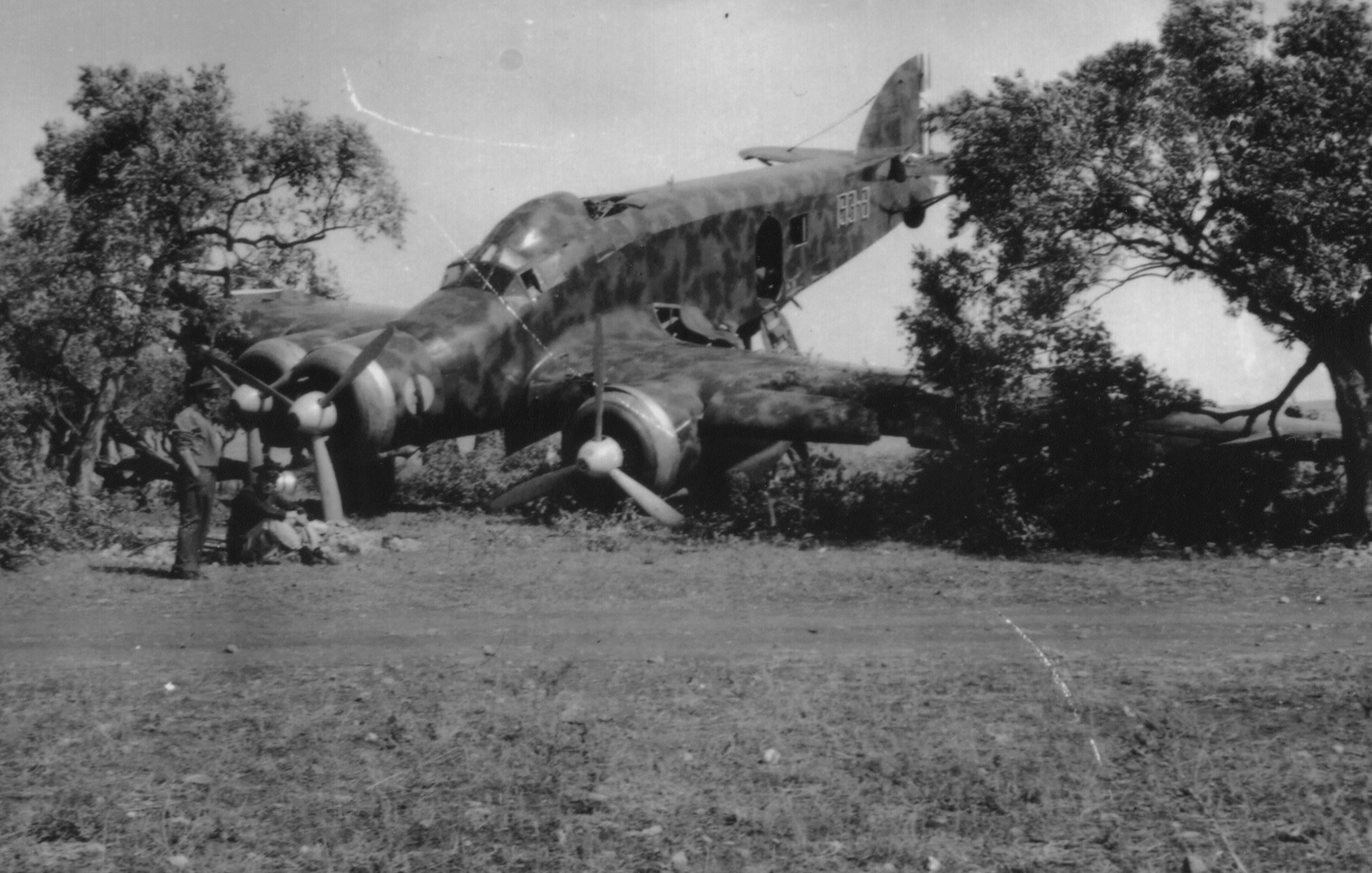
Un rovinoso atterraggio alla base
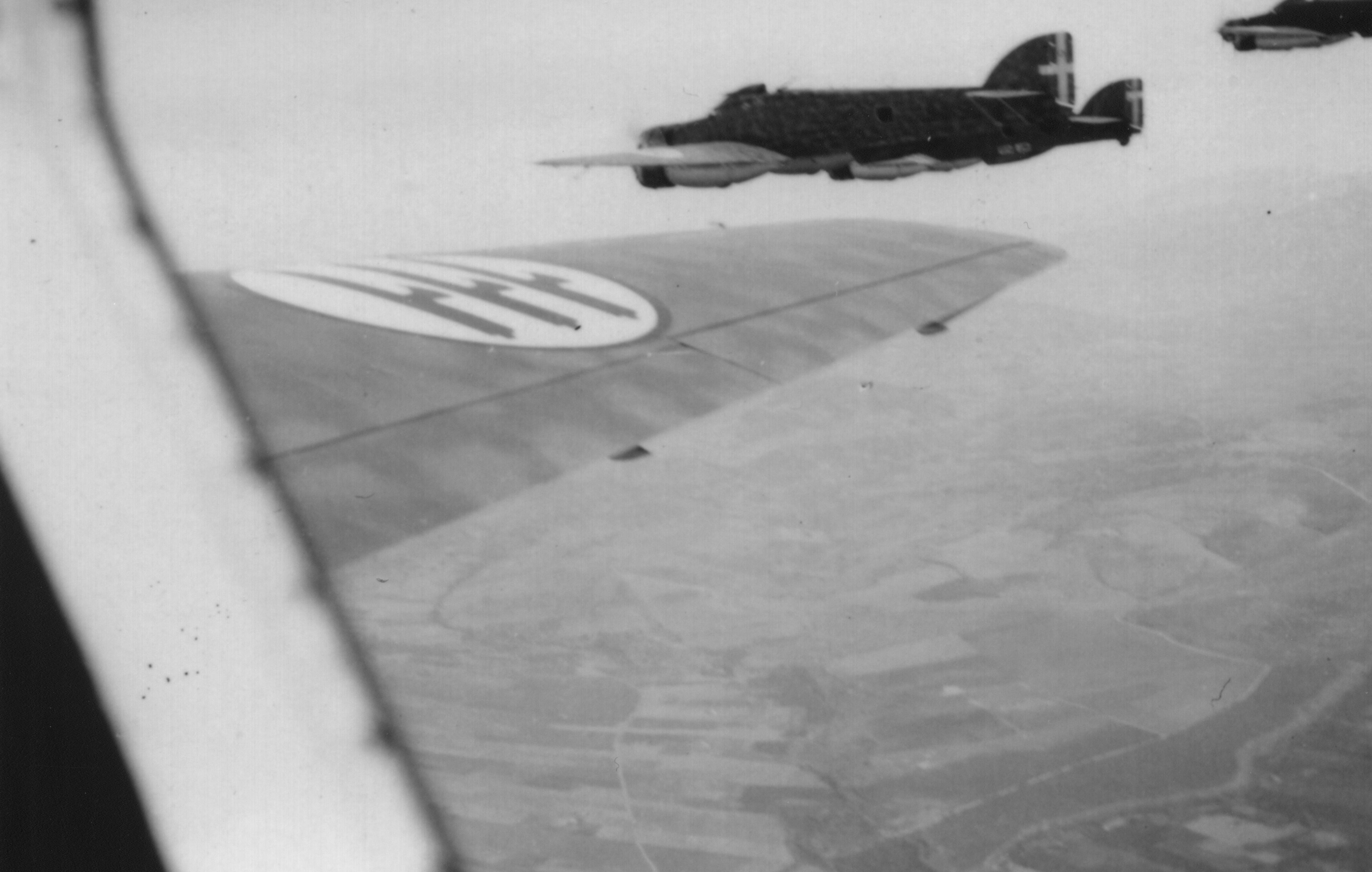
Squadriglia della Regia Aeronautica in volo